# Рунически надписи в „Света София“
Руническите надписи в „Света София“ са надписи, направени със скандинавски руни върху мраморните парапети на храм (днес музей) „Света София“ в Истанбул, Турция.
Вероятно са надраскани от войници от варяжката охрана на императора на Византия през Средновековието по време на дългите богослужения.

## Първи надпис
Първият от руническите надписи е открит през 1964 г. на парапета на горния етаж на южната галерия. Надписът е толкова изтрит, че се четесамо „(-) алфтан“ – фрагмент от древното норвежко име Халвдан.

## Втори надпис
Вторият надпис е открит от Фолке Хьогберг Фолке Хьгберг от Упсала в 1975 в ниша в западната част на същата галерия, където е намерен първият надпис по-рано. Доклад за откритието е изпратен до Департамента за руни в Стокхолм през 1984 г., но остава непубликуван. След това археологът Матс Г. Ларсон (на английски: Mats G. Larsson) отново открива руните през 1988 г. и публикува информация за откритието. Той прочита надписа като „ari: k“ и го инерпретира като „Ари го н(аписа)“. Поради несигурността на тълкуването, надписът не е регистриран в периодическото издание на норвежки: Nytt om runer № 4 от 1989 г.
Хьогберг предложи през 1975 г. руните да се четат различно от предложените от Ларсон. През 1997 той бе подкрепен и от Свен Индрелид на норвежки: Svein Indrelid професор по археология от университета в Берген. И двамата смятат, че надписа е „Арни“, тоест мъжкото име Арни и това е целият надпис, а не част от някакъв израз.

## Находка от 2009 г.
През 2009 г. при търсене на надписи на кирилица в катедралата Ю. А. Артамонов и А. А. Гиппис намериха на втория етаж на северната галерия в източната стена, на перваза на прозорец рунически надпис:
arinbarþr rast runar þasi
Аринбард издяла тези руни
През 2011 г. надписът е инспектиран от Д. А. Мелникова, която нанесе корекции на предишното откритие, извършено от Ю. А. Артамонов и твърди, че надписа датира от втората половина на XI или XII в.
Професор Индрелид направи копия на пет възможни рунически надписа на парапета и ги прехвърли в Норвежкия рунически архив през 1997 г. Има вероятност в катедралата да има и други рунически надписи, които не са изследвани.